# Fuori di testa (film 1991)
Fuori di testa (Delirious) è un film del 1991, diretto dal regista Tom Mankiewicz.

## Trama
Uno sceneggiatore televisivo mentre è intento a preservare l'integrità della soap da lui creata minacciata dalla casa di produzione. 
A causa di un incidente entra come per incanto all'interno del suo manoscritto. 
Tutto ciò che aveva scritto viene vissuto dallo stesso.
Persino trovandosi all'interno della sua opera con una macchina da scrivere riesce a modificare gli avvenimenti.
Tornato alla vita reale saprà di chi fidarsi.